# آمستردام-نورد
امستردام-نورد (به هلندی: Amsterdam-Noord) یک سکونتگاه مسکونی در هلند است که در آمستردام واقع شده‌است.

## خصوصیات
امستردام-نورد ۸۸٫۱۹۶ نفر جمعیت دارد.